# 三羽のカラス
『三羽のカラス』（さんわのカラス）は、児雷也による日本のゲイ漫画短編集。

## 概要
2009年4月22日に「爆男コミックス愛蔵版 児雷也全集 第一集」として古川書房より発行された。作者の単行本としては3作目であり、ハードカバーの装丁となっている。カバーの表側には「三羽のカラス」に登場するシンゴ・ギイチ・タイスケのイラストが描かれており、裏側は収録作品から抜粋された1コマが集合したデザインとなっている。
発売にあたって、予約特典でオリジナルのイラストカードが同梱され、さらに予約した者の中から抽選で作者のサインと過去の作品で登場したキャラクターのイラストが表紙裏に描かれる企画が行われた。
過去の単行本と同様に、収録されている作品のほとんどは短髪で髭を生やし、体毛が濃い、熊系やガチムチとした大柄で男らしい風貌をした男性同士の恋愛や性行為を描いたものであるが、それまでの作品にはほとんど見られなかったセックスの強制や暴力、近親相姦や時代劇をテーマとした作品が収録されており、幅広いジャンルの短編集となっている。また、本短編集は作者の主要掲載誌である『G-men』以外で掲載された作品も多数収録されている。
過去に発表された2本の短編集と同様に、各作品の前にはその作品の掲載雑誌・掲載号と作品に関する作者のエピソード、各作品の後には物語のその後の様子の描き下ろしが1ページずつ添えられている。さらに、カラーイラスト集・キャラクターラフスケッチ集・イラストコラム集なども収録されている。

## 収録作品
収録されている作品の詳細については、各項目を参照のこと。
- 三羽のカラス（2009年3月『G-men』156号）
- 顧問はつらいよ（2006年12月『激男』7号）
- 希望町三丁目富士乃湯物語（2007年10月『G-men』139号）
- 格技室（2007年8月『ウラゲキ』1号）
- 蔵の中の鬼（2007年11月『ウラゲキ』2号）
- 秘密（2008年9月『G-men』150号）
- 真田十勇士 旅の一夜（2008年10月『ウラゲキ』5号）
- 坑ん中（2009年4月G-Bless1号）
- 三羽のカラス VS 秘密（描き下ろし作品）

## 三羽のカラス
2009年3月『G-men』156号掲載。作者の「3人で恋愛は可能か」という着想を元に、今までにない新しい三角関係というコンセプトで描かれた。登場する3人のキャラクターデザインは、ロボットアニメや特撮系においてしばしば見られる正義漢・ニヒル・デブのキャラクターモチーフがベースとなっている。また、3人の名前はそれぞれ武道の「心・技・体」が由来となっている。本作品に登場するシンゴ・ギイチ・タイスケは、描き下ろし漫画「三羽のカラス VS 秘密」にも登場する。

### あらすじ
シンゴ・ギイチ・タイスケの3人は同じ大学に通う同級生であり、お互いに3人で恋愛をしている。学校も遊びもセックスも常に3人一緒であった。シンゴとタイスケは幼馴染であり、タイスケは2人の幼い頃のエピソードをよく聞かされていた。
ある日の夜、3人で楽しく焼肉を食べた帰りに踏切を渡ろうとした際、先頭を歩いていたタイスケは踏切を渡り終えたが、シンゴとギイチは踏切を渡り損ねて遮断機が降りてしまった。ひとり先に踏切を渡り終えたタイスケは、踏切を挟んだ道の向こうで楽しそうに談笑しているシンゴとギイチを見て、自分と2人との間に思いの差があるのではないかと感じ始める。

### 登場人物
シンゴ
面長でつり上がった眉毛に顎髭を生やし、短髪で凛々しい顔つきをしている。レスリング部所属。身長182センチ。ポジションはリバ。3人の中で最も体毛が薄い。幼少時は肥満体だったこともあり、食事の際はつねにカロリーを計算している。ギイチとは幼馴染であり、「紅白饅頭40セット盗み食い伝説」という逸話がある。
ギイチ
坊主頭にフルフェイスに近い形の髭を生やし、イモ系の顔つきをしている。相撲部所属。身長191センチ。ポジションはリバ。3人の中で最も体毛が濃い。一日に3回オナニーをする。シンゴとは幼馴染であり、なぜか肥満体だった頃のシンゴの写真を持ち歩いている。「屋上から小便しながら落下事件」という逸話がある。
タイスケ
短髪・丸顔で眉毛が太く、ラウンド髭を生やしている。柔道部所属。身長174センチ。ポジションはリバ。シンゴ・ギイチとは高校時代に出会った。シンゴとギイチのことが大好きだが、自分が2人を好きな気持ちと、2人がお互いを好きな気持ちの大きさに差があるのではないかと思い始める。

## 顧問はつらいよ
2006年12月『激男』7号掲載。高校の柔道部の合宿を題材としている。8ページの短編作品であり、作者が小品を描き始めるきっかけになった作品である。ストーリーよりも、登場人物の設定を楽しみながら考えたと作者は述べている。

### あらすじ
誠真大付属高校の体育教師・猪山功は柔道部の顧問を務めており、夏休みの合宿を取り仕切っていた。ある日の夜の見回りでレギュラー部屋を訪れた猪山は、レギュラーの5人が下着姿に仰向けで股間を勃起させて寝ているところを目撃する。理性が飛んだ猪山は、寝ている彼らを起こさないようにいたずらしようと企む。

### 登場人物
猪山功
誠真大付属高校の体育教師。41歳。柔道部の顧問を務めている。
鈴木
2年生。先鋒。無精ひげを生やしている。ベンチプレスで130キログラムを挙げる怪力の持ち主で、レギュラーの中でナンバー1の筋力を誇る。
上村
1年生。次鋒。レギュラーの中で最も小柄だが、素早い動きで相手の懐に入り込んでの投げ技が得意。
斎藤
3年生。中堅。面長で顎髭を生やしている。身長204センチの長身で、レギュラーの中で最も背が高い。長身を活かした大外刈りが得意。
山下
3年生。副将。体重145キログラム。歴代部員の中でも最重量の巨体だが、多彩な技も持っている。その巨体と技で巧みに試合の流れを作る。
井上
3年生。大将。誠大付属のエースであり、2年生の時にインターハイ個人戦2位の成績を残している。

## 希望町三丁目富士乃湯物語
2007年10月『G-men』139号掲載。銭湯を物語の舞台としている。銭湯の外観や内装の様子が詳細に描き込まれており、銭湯に通う人々の交流などが情緒豊かに描かれている。

### あらすじ
銭湯・富士乃湯の一人息子であるノボルは他県で就職が決まり、家を出ることになった。出発の前日、番台に入ったノボルは10年間片想いを続けてきた常連のツヨシに富士乃湯を継がず就職することを告げようとするが、結局告げられないままノボルは入浴を終えて帰ってしまった。
営業終了後、大浴場の清掃を終えたノボルは、1人で仕舞い湯に浸かりながら感慨にふけっていたが、そこへ帰ったはずのツヨシが仏頂面でやってきた。

### 登場人物
ノボル
富士乃湯の長男。22歳。大学ではレスリング部に所属していた。10年前に富士乃湯でツヨシと出会って以来ツヨシに惚れており、ツヨシの裸を見るためにいつもツヨシがやってくる夕方6時頃に番台に入っていた。10年間ずっとツヨシに片想いをしているが、それとは別にそれなりに遊んでいる。銭湯を継ぐことを拒否し、他県に就職することになった。銭湯は時代遅れであると思っている。
ツヨシ
富士乃湯の近所にある山代金属加工に務める工員。29歳。ノボルなどからは「ツヨさん」と呼ばれている。富士乃湯の常連であり、仕事が終わった後は会社の同僚などと一緒に毎日夕方6時頃に富士乃湯を訪れている。風呂の入り方が形式化しており、10年間ほとんど変わっていない。風呂上がりに1リットルパックの牛乳を一気に飲み干す。

## 格技室
2007年8月『ウラゲキ』1号掲載。全体的にモノローグが多用され、絵物語に近い形式となっている。レイプ、リベンジポルノ、性的テロ、恐喝 を積極的な描写で表現しており、作者は同時期に構想を練っていた「秘密」の準備運動的な意味合いもあったと述べている。登場人物の名前は、柔道に深く関係のある人物の名前が由来となっている。

### あらすじ
柔道部に所属する西郷と富田は周囲の目を忍んで愛し合う仲であったが、コーチの叶に2人の関係を知られてしまった。2人は叶が見ている前でセックスを強制され、2人は叶によって玩具のようにされる。

### 登場人物
西郷史郎
2年生。叶に彼の目の前で富田とセックスをするように強要され、叶に殴りかかろうとするが富田に止められる。物語は西郷のモノローグをメインに進行する。
富田常二
3年生。後輩の西郷より背が低い。叶から「万年補欠の筋トレ馬鹿」と揶揄される。叶から目の前で西郷とセックスするように強要され、大会の選考を控えた西郷のためにそれに従う。
叶
柔道部のコーチ。スキンヘッドに髭を生やしている。西郷と富田が寮の部屋で情事に耽っている場面を密かに撮影し、部活終了後に2人を道場に残して写真を突きつけ、自分の目の前でセックスをするように強要する。

## 蔵の中の鬼
2007年11月『ウラゲキ』2号掲載。地方の旧家を舞台に、蔵の中に幽閉された障害者の兄と家長である弟の近親相姦を描いている。陰鬱で背徳的な内容となっており、弟である剛房のモノローグを織り交ぜながら物語は進行する。

### あらすじ
大道寺家には家族と一部の使用人しか知らない隠された秘密がある。それは、蔵の中に幽閉され続けている大道寺家の血族の存在であった。大道寺家の家長である剛房は夕刻になると、蔵の檻に閉じ込められている兄の元へ赴く。その理由は、兄の性処理をするためであった。

### 登場人物
剛房（たけふさ）
大道寺家の家長。口髭を生やし、丸眼鏡をかけている。毎日夕刻になると兄の性処理をするために彼が幽閉されている蔵へ赴く。実兄に恋情を抱いており、両親からは今際の際まで兄に性処理をさせたことを詫びられたが、内心では自身の運命を喜んでさえいた。
兄
剛房の1歳年上の兄。身体と精神に特殊な障害を負っており、巨体であり、吃音だけで言葉を話すことができない。出生時に異様な風貌をしていたために祖父からは鬼の子と呼ばれ、大道寺家の人間とは認められず、生まれた時から全裸のまま蔵の中に幽閉され続けている。彼が9歳の頃から暴れる彼を鎮めるために性処理が行われ、現在は家長である剛房がその役目を負っている。

## 秘密
2008年9月『G-men』150号掲載。作者がエロ漫画らしい表現に挑戦した作品。ここでは、レイプ、セクハラ、暴力的なセックスが一般的です。作者は内容としては反省点が多かったが、読者の反応は大変好評であったと述べている。本作品に登場する七田と内藤は、描き下ろし漫画「三羽のカラス VS 秘密」にも登場する。

### あらすじ
誠真大レスリング部に所属する東は、監督に頼まれて練習を3日連続で休んでいる先輩・多聞の様子を見るために彼の住むアパートへ赴いた。多聞に恋心を抱く東は、扉を前にあれこれ空想しながら多聞の部屋のインターホンを鳴らすが、出てきたのは下着姿の見知らぬ男だった。
ドアを開けた男・内藤がレスリング部のOBであると聞かされ、彼の後をついて部屋の奥へ通された東が見たものは、レスリングウェア姿で椅子に縛り付けられた多聞と、その傍らで煙草をふかしているもう一人のOB・七田であった。内藤と七田は東を暴力で捩じ伏せ、東に多聞との性行為を強要する。

### 登場人物
東ススム（あずま ススム）
誠真大レスリング部1年で、100キロ超級に所属している。多聞に対して密かに恋心を抱いており、練習を休んでいる多聞の様子を見に行くと監督に志願して彼のアパートを訪れた。以前も多聞のシューズをおさがりで譲り受けた時に彼の部屋を訪れたことがあるが、部屋の中に入ったことはなかった。多聞が射精するさまを見て勃起してしまい、内藤と七田にゲイであることがばれ、2人から多聞とのセックスを強制される。
多聞（たもん）
誠真大レスリング部3年で東の先輩。無精髭を生やしており、右眉の一部が縦に切れている。骨折しても練習に来るほど練習熱心だったが、突然3日連続で練習を休む。内藤と七田の性的奴隷となっており、東の目の前で何度も射精させられ、さらに緊縛された東とのセックスを強制される。
内藤
東と多聞が所属しているレスリング部のOB。多聞が1年生の時に4年生だった。口髭と顎髭がつながっている。七田と一緒に多聞を性的奴隷として扱う。実は多聞に恋心を抱いていたが、東と多聞にセックスを強制した際、2人が両想いであると悟り、帰りの車の中で七田に愚痴をこぼした。
七田
内藤と同じく、レスリング部のOB。スキンヘッドに近い坊主頭に口髭を生やし、だるまのような風貌をしている。内藤と共に多聞を陵辱し、東にセックスを強制する。行為を終えた後、車の中で内藤が失恋した様子を見て、「いつも傍にいい男がいるんだから、そろそろそっちで手を打ったらどうだ」と慰める。

## 真田十勇士 旅の一夜
2008年10月『ウラゲキ』5号掲載。掲載誌の特集に合わせて、時代劇というコンセプトでいくつかの組み合わせを検討した結果、真田十勇士の三好清海入道と猿飛佐助の組み合わせで物語が作られた。ゲイ漫画らしく男同士の性描写がなされているが、全体的にコミカルな内容となっており、ある程度非現実的で時代考証を無視するなど奔放に描かれている。作者は、当時の言葉や風俗などを調べるのが大変だったが、時代劇を描く楽しさを知ったとコメントしている。

### あらすじ
真田幸村の命令で豊臣秀吉の味方になりうる強者を探しながら諸国を巡る旅に出た三好清海入道と猿飛佐助は、ある晩を山中の小屋で過ごすことになった。性欲を抑えきれない三好は、佐助に尻を貸してくれと懇願する。

### 登場人物
三好清海入道
巨体で体毛が濃く、首から数珠をかけ、金棒を持っている。山中の小屋で夜を過ごすことになり、女郎屋か陰間茶屋に泊まりたかったと愚痴を漏らす。性欲を押さえきれず、佐助に尻を貸せと懇願するが、断られたために力尽くで襲いかかる。所持している金棒に見立てて、自身の陰茎に多数の球体を埋め込んでいる。
猿飛佐助
三好と共に全国を巡っている。襲いかかる三好から素早く逃げ回る。変わり身の術が使える。

## 坑ん中
2009年4月『G-Bless』1号掲載。「あなんなか」と読む。職場恋愛をテーマにした作品を描いてほしいとの要望を受けて描かれた。炭鉱を題材としており、落盤事故で坑道内に閉じ込められた2人の炭鉱夫を描いている。闇に閉ざされた空間が物語の舞台となっており、全体的に暗黒を表現した描写がなされている。また、登場人物は北海道方言を使用している。

### あらすじ
上竜別炭鉱第二坑道内にて大規模な落盤事故が発生した。2度目の落盤で出入口は完全に遮断され、採炭夫の大作は逃げ遅れて坑道内に取り残されてしまったが、そこで上司の完次に出会う。完次が一度外に出た後、大作を捜すために坑道内へ引き返してきたことを知った大作は、完次に自分の心の内を告げる。

### 登場人物
大作
完次の下で後山として炭鉱で働いている。23歳。16歳の時に坑内大工、20歳から採炭夫となった。完次のことが好きだが、完次が結婚してからは嫉妬して口をきかず、彼に対して悪態をついてばかりいた。持ち場を離れて怠けていた時に落盤事故が発生し、逃げ遅れて坑道内に取り残される。
完次
先山を務め、「機関車完次」の異名を持つ。髭を生やし、熊系の風貌をしている。44歳。結婚して妻と3人の子供がいる。落盤事故が起きた際に一度は外に出たが、大作が坑道から脱出していないことに気づき坑道内に引き返す。2度目の落盤で大作と共に坑道内に閉じ込められた。

## 三羽のカラス VS 秘密
描き下ろし作品。上記の「三羽のカラス」と「秘密」をクロスオーバーさせており、両作品のキャラクターが登場する。「三羽のカラス」の3人組が「秘密」の内藤と七田に報復するという話だが、全体的にコミカルに描かれている。物語の最後には暖簾に「富士乃湯」と描かれた銭湯が登場する。

### あらすじ
ある日の夜更けに突然ギイチがタイスケの部屋を訪れた。ドアを開けたタイスケは、服が破れ鼻から血を流して傷だらけになったギイチを見て驚く。話を聞いたシンゴも駆けつけ、2人はギイチから、ハッテン公園で寝ていたら2人組にいきなり殴られて強姦されたことを告げられた。ギイチの携帯電話にはその時の様子が撮影されており、それを見たシンゴが、犯人は自分が所属しているレスリング部のOBであると気づく。怒りに燃える3人組は、犯人である2人組・内藤と七田に報復するために、ハッテン公園に2人を呼び出す。
ハッテン公園に呼び出された内藤と七田は、自分達を呼び出した相手を待ちながら、1週間前にギイチを襲った時のことを楽しげに語り合っていたが、しばらくして小便をするために内藤は七田から離れて茂みの中に入って行った。シンゴとタイスケは内藤が七田から離れて茂みに入った隙に内藤を捕縛し、七田から引き離すことに成功した。そして、状況を不審に思った七田の前にギイチが現れ、七田に1対1のフェラ勝負を持ちかける。

### 登場人物
当節では「三羽のカラス VS 秘密」の内容に沿った登場人物紹介をする。それぞれの作品に関する登場人物の詳細については「三羽のカラス」および「秘密」の登場人物節を参照のこと。

#### 三羽のカラス
シンゴ
ギイチが強姦されたと聞いてタイスケの部屋に駆けつけ、ハッテン公園で無防備に寝ていたギイチに呆れた様子を見せた。七田と内藤が自身が所属しているレスリング部のOBであることに気づき、ギイチの仇討ちに協力するために彼らをハッテン公園へ呼び出した。
ギイチ
ハッテン公園で寝ているところを七田と内藤に襲われる。七田から「フェラがイマイチ」と言われ、憤慨し、借りを返すためにハッテン公園で七田に1対1のフェラ勝負を持ちかけ、「大雪山おろし」「炎のコマ」というフェラ技を披露した。
タイスケ
傷だらけで部屋を訪れたギイチの手当てをした。ギイチの話を聞いて怒りに燃え、シンゴと共に仇討ちの協力をする。

#### 秘密
内藤
七田と2人でギイチを強姦し、ギイチの携帯電話で記念撮影をした。ハッテン公園で小便をするために茂みに入ったところをシンゴとタイスケに捕縛され、木の幹に縛り付けられるが、2人を挑発したために彼らの怒りを買い、木の幹に縛られたまま2人からオナニーとアナルセックスをされて合計5回射精した。この話で実は大ネコだということが発覚した。
七田
『秘密』ではスキンヘッドに近い坊主頭だったが、こちらでは完全なスキンヘッドとなっている。内藤と共にハッテン公園で寝ていたギイチを強姦し、ギイチに対して「ケツはよかったが、クチはいまいち」と評価した。その後、ハッテン公園に呼び出され、ギイチから1対1のフェラ勝負を持ちかけられる。

## その他

### イラスト集
『G-men』の表紙に掲載されたCGイラスト63点の中から作者が選んだ9点や、ゲイナイトのフライヤーに使用されたイラストなどがカラーで多数収録されている。各イラストにはそれぞれ作者のコメントが添えられている。

### キャラクターラフスケッチ集
本短編集に掲載された作品の人物設定集。キャラクターのラフスケッチと、作中では登場しない裏設定などが多数記入されており、それらに対して作者のコメントが添えられている。

### イラストコラム集
『G-men』に掲載された以下のイラスト付きコラムが収録されている。
- 日本男児の魅力（2002年11月『G-men』80号）
- 理想の会社員（2005年4月『G-men』109号）
- 年末の那覇もいいですよ。「魅惑の沖縄」特集より（2004年12月『G-men』105号）
- アメちゃん筋肉夫婦 ポー君とジョー君に会ってきました。（2006年5月『G-men』122号）
- 生まれ変わるならサーカスの大男（2005年12月『G-men祭小冊子 G-pro Party』）